# My Date with Drew
Neste documentário, Brian Herzlinger tem apenas 30 dias para se encontrar com a famosa estrela de Hollywood Drew Barrymore, por quem é fanático desde a infância.

## Sinopse
Brian Herzlinger é um cidadão americano comum, apaixonado pela atriz Drew Barrymore desde que era criança, quando a viu em E.T. - O Extraterrestre (1982). Já adulto, Herzlinger faz um documentário sobre sua tentativa de arrumar um encontro romântico com a famosa atriz. Ele tem dois desafios: terá somente 30 dias e US$ 1.100 para a tarefa.

## Elenco
- Brian Herzlinger
- Drew Barrymore